# Вълко Давидов
Вълко Ников Давидов е кмет на Видин от 22 август 1952 г. до 27 ноември 1952 г.

## Биография
Роден е през 1894 г. във Водна.
Умира на 10 ноември 1987 г.